# Popowce (rejon krzemieniecki)
Popowce (ukr. Попівці) – wieś na Ukrainie w rejonie krzemienieckim należącym do obwodu tarnopolskiego.